# Чулим (град)
Чулим (на руски: Чулым) е град в Русия, административен център на Чулимски район, Новосибирска област. Населението на града към 1 януари 2018 година е 11 216 души.

## История
Селището е основано през 1762 година, през 1947 година получава статут на град.